# Snowboard aux Jeux olympiques de 2014
Navigation
Vancouver 2010 Pyeongchang 2018
Les épreuves de snowboard aux Jeux olympiques d'hiver de 2014 ont lieu du 6 au 22 février 2014 dans le parc extrême Rosa Khutor en Russie. Deux nouvelles épreuves ont été ajoutées au programme olympique : le slopestyle et le slalom parallèle.

## Calendrier des compétitions
Le tableau ci-dessous montre le calendrier des épreuves de snowboard.
| Calendrier des épreuves de snowboard | Calendrier des épreuves de snowboard | Calendrier des épreuves de snowboard | Calendrier des épreuves de snowboard | Calendrier des épreuves de snowboard | Calendrier des épreuves de snowboard | Calendrier des épreuves de snowboard | Calendrier des épreuves de snowboard | Calendrier des épreuves de snowboard | Calendrier des épreuves de snowboard | Calendrier des épreuves de snowboard | Calendrier des épreuves de snowboard | Calendrier des épreuves de snowboard | Calendrier des épreuves de snowboard | Calendrier des épreuves de snowboard | Calendrier des épreuves de snowboard | Calendrier des épreuves de snowboard | Calendrier des épreuves de snowboard | Calendrier des épreuves de snowboard | Calendrier des épreuves de snowboard |
| Février 2014                         | Février 2014                         | 6                                    | 7                                    | 8                                    | 9                                    | 10                                   | 11                                   | 12                                   | 13                                   | 14                                   | 15                                   | 16                                   | 17                                   | 18                                   | 19                                   | 20                                   | 21                                   | 22                                   | 23                                   |
| ------------------------------------ | ------------------------------------ | ------------------------------------ | ------------------------------------ | ------------------------------------ | ------------------------------------ | ------------------------------------ | ------------------------------------ | ------------------------------------ | ------------------------------------ | ------------------------------------ | ------------------------------------ | ------------------------------------ | ------------------------------------ | ------------------------------------ | ------------------------------------ | ------------------------------------ | ------------------------------------ | ------------------------------------ | ------------------------------------ |
| Hommes                               | Cross                                |                                      |                                      |                                      |                                      |                                      |                                      |                                      |                                      |                                      |                                      |                                      |                                      |                                      |                                      |                                      |                                      |                                      |                                      |
| Hommes                               | Halfpipe                             |                                      |                                      |                                      |                                      |                                      |                                      |                                      |                                      |                                      |                                      |                                      |                                      |                                      |                                      |                                      |                                      |                                      |                                      |
| Hommes                               | Slalom géant parallèle               |                                      |                                      |                                      |                                      |                                      |                                      |                                      |                                      |                                      |                                      |                                      |                                      |                                      |                                      |                                      |                                      |                                      |                                      |
| Hommes                               | Slalom parallèle                     |                                      |                                      |                                      |                                      |                                      |                                      |                                      |                                      |                                      |                                      |                                      |                                      |                                      |                                      |                                      |                                      |                                      |                                      |
| Hommes                               | Slopestyle                           |                                      |                                      |                                      |                                      |                                      |                                      |                                      |                                      |                                      |                                      |                                      |                                      |                                      |                                      |                                      |                                      |                                      |                                      |
| Femmes                               | Cross                                |                                      |                                      |                                      |                                      |                                      |                                      |                                      |                                      |                                      |                                      |                                      |                                      |                                      |                                      |                                      |                                      |                                      |                                      |
| Femmes                               | Halfpipe                             |                                      |                                      |                                      |                                      |                                      |                                      |                                      |                                      |                                      |                                      |                                      |                                      |                                      |                                      |                                      |                                      |                                      |                                      |
| Femmes                               | Slalom géant parallèle               |                                      |                                      |                                      |                                      |                                      |                                      |                                      |                                      |                                      |                                      |                                      |                                      |                                      |                                      |                                      |                                      |                                      |                                      |
| Femmes                               | Slalom parallèle                     |                                      |                                      |                                      |                                      |                                      |                                      |                                      |                                      |                                      |                                      |                                      |                                      |                                      |                                      |                                      |                                      |                                      |                                      |
| Femmes                               | Slopestyle                           |                                      |                                      |                                      |                                      |                                      |                                      |                                      |                                      |                                      |                                      |                                      |                                      |                                      |                                      |                                      |                                      |                                      |                                      |

|  | Report de l'épreuve |
|  | Jour de l'épreuve   |

## Résultats

### Hommes
| Épreuves                                   | Or                        | Argent                | Bronze              |
| ------------------------------------------ | ------------------------- | --------------------- | ------------------- |
| Cross résultats détaillés                  | Pierre Vaultier (FRA)     | Nikolay Olyunin (RUS) | Alex Deibold (USA)  |
| Half-pipe résultats détaillés              | Iouri Podladtchikov (SUI) | Ayumu Hirano (JPN)    | Taku Hiraoka (JPN)  |
| Slalom parallèle résultats détaillés       | Vic Wild (RUS)            | Žan Košir (SLO)       | Benjamin Karl (AUT) |
| Slalom géant parallèle résultats détaillés | Vic Wild (RUS)            | Nevin Galmarini (SUI) | Zan Kosir (SLO)     |
| Slopestyle résultats détaillés             | Sage Kotsenburg (USA)     | Staale Sandbech (NOR) | Mark McMorris (CAN) |

### Femmes
| Épreuves                                   | Or                       | Argent                  | Bronze                |
| ------------------------------------------ | ------------------------ | ----------------------- | --------------------- |
| Cross résultats détaillés                  | Eva Samková (CZE)        | Dominique Maltais (CAN) | Chloé Trespeuch (FRA) |
| Half-pipe résultats détaillés              | Kaitlyn Farrington (USA) | Torah Bright (AUS)      | Kelly Clark (USA)     |
| Slalom parallèle résultats détaillés       | Julia Dujmovits (AUT)    | Anke Karstens (GER)     | Amelie Kober (GER)    |
| Slalom géant parallèle résultats détaillés | Patrizia Kummer (SUI)    | Tomoka Takeuchi (JPN)   | Alena Zavarzina (RUS) |
| Slopestyle résultats détaillés             | Jamie Anderson (USA)     | Enni Rukajärvi (FIN)    | Jenny Jones (GBR)     |

## Tableau des médailles
| Rang  | Nation             | Or | Argent | Bronze | Total |
| ----- | ------------------ | -- | ------ | ------ | ----- |
| 1     | États-Unis         | 3  | 0      | 2      | 5     |
| 2     | Russie             | 2  | 1      | 1      | 4     |
| 3     | Suisse             | 2  | 1      | 0      | 3     |
| 4     | Autriche           | 1  | 0      | 1      | 2     |
| -     | France             | 1  | 0      | 1      | 2     |
| 6     | République tchèque | 1  | 0      | 0      | 1     |
| 7     | Japon              | 0  | 2      | 1      | 3     |
| 8     | Allemagne          | 0  | 1      | 1      | 2     |
| -     | Canada             | 0  | 1      | 1      | 2     |
| -     | Slovénie           | 0  | 1      | 1      | 2     |
| 11    | Australie          | 0  | 1      | 0      | 1     |
| -     | Finlande           | 0  | 1      | 0      | 1     |
| -     | Norvège            | 0  | 1      | 0      | 1     |
| 14    | Grande-Bretagne    | 0  | 0      | 1      | 1     |
| Total | Total              | 10 | 10     | 10     | 30    |